# 雅里斯底德
雅里斯底德（Aristides the Athenian，Greek: Ἀριστείδης Μαρκιανός）是一位2世紀的基督教希臘作家，主要以《雅里斯底德護教辭》（Apology of Aristides）而聞名，針對神的存在與永恆性加以辯護，強調基督徒的愛是優勝的證據。他的紀念日為8月31日（天主教）和9月13日（東正教）。

## 生平
關於雅里斯底德，所知甚少，主要依賴於優西比烏和耶柔米所提供的介紹性資料。根據他們的記載，雅里斯底德在雅典從事哲學研究，並在皈依基督教之前和之後都居住在那裡。優西比烏在他的《教會史》（Ecclesiastical History）中寫道：「雅里斯底德也是我們宗教的忠實門徒，留下了一部獻給哈德良的信仰辯護書。（Aristides also, a faithful disciple of our religion, has left an Apology of the faith dedicated to Hadrian. ）」優西比烏和耶柔米都指出，這部辯護書是在庫雅德拉德斯（Quadratus）發表自己的辯護書的同一時間交給優西比烏的。這表明雅里斯底德在哈德良（117–138年）統治羅馬期間發表了他的辯護書，這支持了雅里斯底德於133–134年之間去世的理論。亞美尼亞的文本也支持這一點。
但只有敘利亞文本的《雅里斯底德護教辭》指出這部作品是在140年交給羅馬皇帝安敦寧·畢尤（Antoninus Pius）。如果這被解釋為雅里斯底德親自遞交，那麼就排除了雅里斯底德於133-134年去世的日期。有學者提出，優西比烏可能被「哈德良」這名字混淆，（ 安敦寧·畢尤（全名為Caesar Titus Aelius Hadrianus Antoninus Augustus Pius）的名字也包含了字段「哈德良（Hadrianus）」），而誤會這作品是交給安敦寧·畢尤而非哈德良的，進一步推測耶柔米從未閱讀過《雅里斯底德護教辭》，意外地複製了優西比烏的錯誤。
然而，耶柔米告訴我們，《雅里斯底德護教辭》在他的時代仍然存在，並且他對其內容做了描述。優西比烏和耶柔米的證詞以及亞美尼亞文版的文本都支持這部辯護書是在大約124–125年交給哈德良（Hadrian）的。
他的作品《雅里斯底德護教辭》是直到當代保存下來的最古老的基督教辯護作品。